# Gabriel Aubry (Rennfahrer)

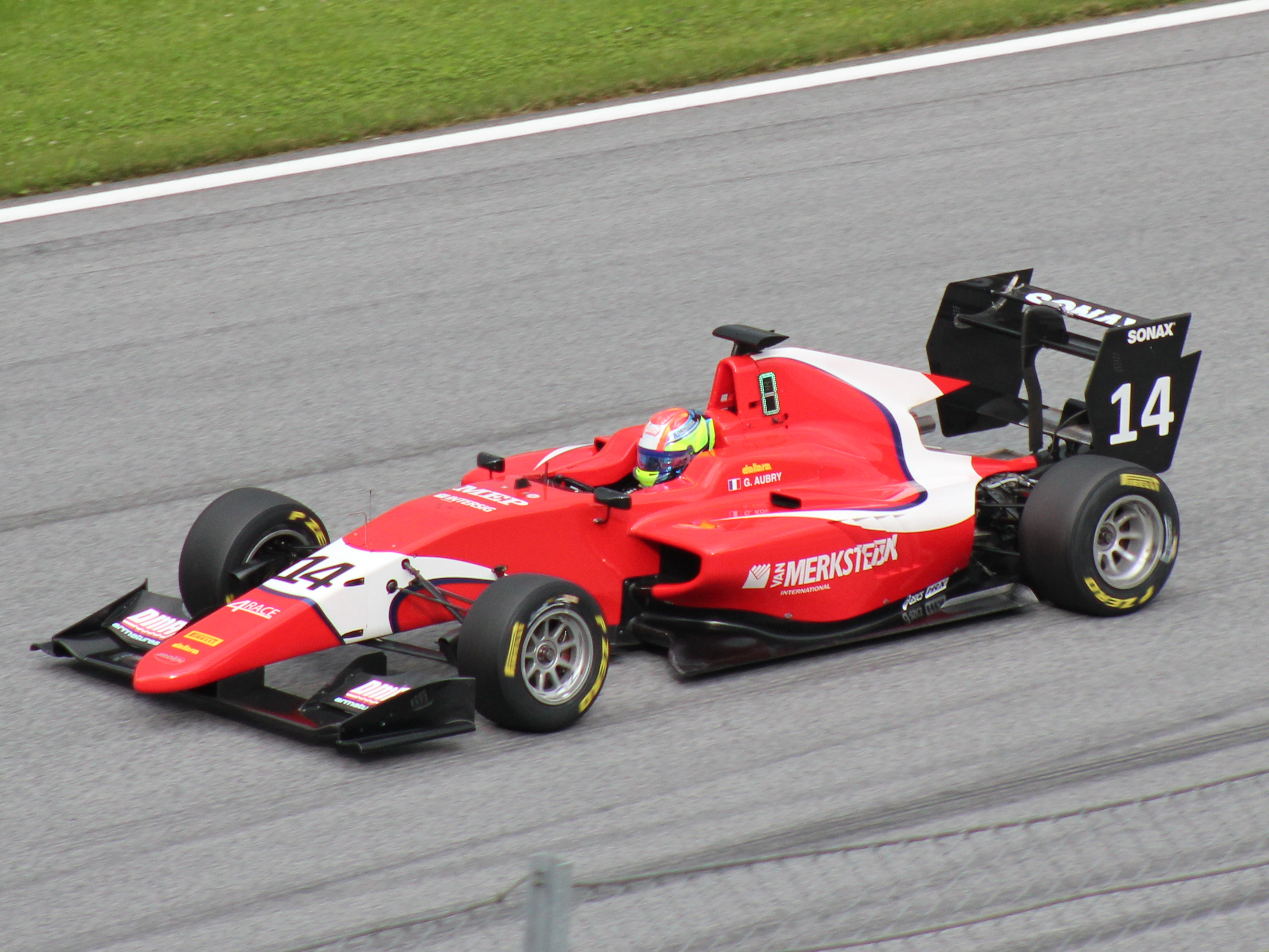
Gabriel Aubry beim ersten GP3-Rennen in Spielberg 2018

Gabriel Aubry (* 3. April 1998 in Saint-Germain-en-Laye) ist ein französischer Automobilrennfahrer. Er startet in der FIA-Langstrecken-Weltmeisterschaft.

## Karriere
Aubry begann seine Motorsportkarriere 2011 im Kartsport, in dem er bis 2015 aktiv blieb. Unter anderem trat er 2014 in der Kart-Europa- und Weltmeisterschaft an. 2015 debütierte Aubry im Formelsport und wurde auf Anhieb Dritter der französischen F4-Meisterschaft. Dabei gewann er ein Rennen und stand insgesamt zehnmal auf dem Podium.
2016 wechselte Aubry zu Tech 1 Racing und startete im Formel Renault 2.0 Eurocup und in der nordeuropäischen Formel Renault. Er erreichte den zwölften Gesamtrang im Eurocup und den 18. Meisterschaftsplatz in der nordeuropäischen Formel Renault. 2017 blieb Aubry bei Tech 1 Racing in beiden Rennserien. Er gewann drei Rennen im Eurocup und zwei in der nordeuropäischen Formel Renault. In beiden Fahrerwertungen erreichte er Platz fünf. Im Winter 2017/18 ging Aubry für Jackie Chan DC Racing X Jota bei zwei Rennen der Asian Le Mans Series (AsLMS) an den Start. Dabei gewann er zusammen mit Patrick Byrne und Guy Cosmo einmal die LMP3-Wertung. Im Gesamtklassement schoss er die Serie auf Platz sechs ab.
Für die GP3-Serie 2018 erhielt Aubry ein Cockpit bei der Arden International.

## Statistik

### Karrierestationen
| - 2011–2015: Kartsport - 2015: Französische Formel-4-Meisterschaft (Platz 3) - 2016: Formel Renault 2.0 Eurocup (Platz 12) | - 2016: Nordeuropäische Formel Renault (Platz 18) - 2017: Formel Renault 2.0 Eurocup (Platz 5) - 2017: Nordeuropäische Formel Renault (Platz 5) | - 2018: AsLMS, LMP3 (Platz 6) - 2018: GP3-Serie |

### Le-Mans-Ergebnisse
| Jahr | Team                      | Fahrzeug            | Teamkollege     | Teamkollege       | Platzierung     | Ausfallgrund |
| ---- | ------------------------- | ------------------- | --------------- | ----------------- | --------------- | ------------ |
| 2018 | Jackie Chan DC Racing     | Oreca 07            | Ho-Pin Tung     | Stéphane Richelmi | Rang 10         |              |
| 2019 | Jackie Chan DC Racing     | Oreca 07            | Ho-Pin Tung     | Stéphane Richelmi | Rang 7          |              |
| 2020 | Jackie Chan DC Racing     | Oreca 07            | Ho-Pin Tung     | Will Stevens      | disqualifiziert |              |
| 2021 | PR1 Motorsports Mathiasen | Oreca 07            | Patrick Kelly   | Simon Trummer     | Ausfall         | Motorschaden |
| 2022 | Spirit of Race            | Ferrari 488 GTE Evo | Franck Dezoteux | Pierre Ragues     | Ausfall         | Motorschaden |
| 2023 | Vector Sport              | Oreca 07            | Ryan Cullen     | Matthias Kaiser   | Rang 15         |              |

### Sebring-Ergebnisse
| Jahr | Team                      | Fahrzeug      | Teamkollege   | Teamkollege      | Platzierung | Ausfallgrund |
| ---- | ------------------------- | ------------- | ------------- | ---------------- | ----------- | ------------ |
| 2019 | PR1 Mathiasen Motorsports | Oreca 07      | Matt McMurry  | Anders Fjordbach | Rang 31     |              |
| 2021 | Tower Motorsport          | Oreca LMP2 07 | Timothé Buret | John Farano      | Ausfall     | Unfall       |

### Einzelergebnisse in der FIA-Langstrecken-Weltmeisterschaft
| Saison  | Team                         | Rennwagen       | 1   | 2   | 3   | 4   | 5   | 6   | 7   | 8   |
| ------- | ---------------------------- | --------------- | --- | --- | --- | --- | --- | --- | --- | --- |
| 2018/19 | Chan Racing                  | Oreca 07        | SPA | LEM | SIL | FUJ | SHA | SEB | SPA | LEM |
| 2018/19 | Chan Racing                  | Oreca 07        | 7   | 10  | 4   | 7   | 8   | 29  | 10  | 7   |
| 2019/20 | Chang Racing                 | Oreca 07        | SIL | FUJ | SHA | BAH | AUS | SPA | LEM | BAH |
| 2019/20 | Chang Racing                 | Oreca 07        | 8   | 5   | 7   | 6   | 5   |     | DNF | 3   |
| 2021    | PR1 Motorsports Mille Racing | Oreca 07        | SPA | POR | MON | LEM | BAH | BAH |     |     |
| 2021    | PR1 Motorsports Mille Racing | Oreca 07        | 14  |     |     | DNF | 9   |     |     |     |
| 2022    | Spirit of Race               | Ferrari 488 GTE | SEB | SPA | LEM | MON | FUJ | BAH |     |     |
| 2022    | Spirit of Race               | Ferrari 488 GTE | DNF | 32  | DNF | 26  | 29  | 35  |     |     |
| 2023    | Vector Sport                 | Oreca 07        | SEB | POR | SPA | LEM | MON | FUJ | BAH |     |
| 2023    | Vector Sport                 | Oreca 07        | 25  | 34  | DNF | 15  | DNF | 17  | DNF |     |